# 호기 카마이클

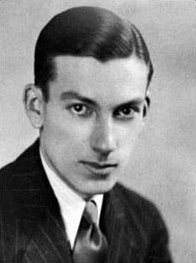

호기 카마이클(Hoagy Carmichael, 1899년 11월 22일 ~ 1981년 12월 27일)는 피아노 주자이며 가수이다. 또, 그 이상으로 미국 파퓰러 음악의 대표적 작곡가로도 알려져 있다. 1899년 인디애나주 블루밍턴 태생. 래그타임 피아니스트였던 모친의 영향으로 피아노를 배웠으며, 인디애나 대학 시절에 친구와 밴드를 조직, 연주하였다. 이 무렵에 저명한 재즈 코넷 주자인 빅스 바이더베크와 친교를 맺어 재즈적인 감각이 있는 곡을 만들기 시작하였다. 1924년의 <워시보드 블루스> 등과 1927년의 작품 <스타더스트>로 확고한 지위를 구축하였다. 이 밖에 <내 마음의 조지아>, <로킹 체어> 등의 명작이 있다. 피아노의 연주보다도 그의 소박한 노래는 뉘앙스가 짙어 흥미있다. 뿐만 아니라 영화나 텔레비전의 배우로서도 그 개성적인 연기로 성공하였다.

## 참여 작품
- 토퍼 (영화)
- 소유와 무소유
- 우리 생애 최고의 해
- 영 맨 위드 어 혼
- 프린스톤 가족

## 디스코그래피
- 1944–45 V-Disc Sessions (Totem, 1985)[1]
- At Home with Hoagy (Take Two, 1982)[2]
- Hoagy Carmichael (RCA International, 1981)[3]
- Hoagy Carmichael: Old Buttermilk Sky (Collector's Choice, 1999)[4]
- Hoagy Sings Carmichael (Pacific Jazz, 1957)[5]
- Star Dust, 1927–32 (Historical, 1982)[1]
- The Stardust Road (MCA, 1982)[6]
- Stardust and Much More (Bluebird, 1989)
- Stardust Melody: Carmichael and Friends (RCA, 2002)[4]
- The Classic Hoagy Carmichael (Indiana Historical Society and the Smithsonian Institution's Collection of Recordings, 1988)[7]
- The Hoagy Carmichael Songbook (RCA Bluebird, 1990)[4]
- Stardust: The Jazz Giants Play Hoagy Carmichael (Prestige, 1997)[4]
- Mr. Music Master (Naxos, 2002)
- Hoagy Carmichael in Person 1925–1955 (Avid, 2006)
- The First of the Singer Songwriters (JSP, 2008)